# Ostrzeszów
Ostrzeszów (udtale: [ɔstˈʂɛʂuf]) tysk: Schildberg) er en by i den sydlige del af  voivodskabet Storpolen i  den vestlige centrale del af Polen. Byen   har 14.036(2021) indbyggere og et areal på 5,20 km², og er administrationsby i  powiatet Ostrzeszów.

## Historie
Bosættelsen Ostrzeszów går forud for kristningen af Polen (en) i 966. I antikken løb Ravvejen gennem området. Ostrzeszów erhvervede stadsret engang mellem 1261 og 1283, når det først optræder i historiske optegnelser. I det 14. århundrede opførte den polske kong Kasimir den Store et slot, bymure og den gotiske Maria Himmelfartskirke.
Ostrzeszów var en  kongeby og powiatsæde i Sieradz-voivodskapet i  provinsen  Storpolen i Kongeriget Polens krone. I løbet af det 16. til 18. århundrede var den sæde for distriktsretterne. Ostrzeszów trivedes i den tidlige moderne æra, flere håndværkslaug blev grundlagt, og handelen blomstrede, indtil svenskerne ødelagde slottet og byen i 1656 under den svenske invasion af Polen (Deluge ). 
I 1879 blev Bank Ludowy, en lokal polsk ejet bank, grundlagt. Banken var det vigtigste sted for hemmelige møder for modstandsbevægelserne i det opdelte Polen (1795–1918) (en) indtil befrielsen af Ostrzeszów i 1919.

## Galleri
- Den gotiske Maria Himmelfarts kirke
- Slotstårn fra middelalderen
- Den Hellige familie fra Nazareth kloster
- Monument for polske oprørere fra Den polske opstand (1918–1919)
- Monument over lokale polske spejdere, der faldt under opstanden i Storpolen og 2. verdenskrig